# Loes Gunnewijk
Loes Gunnewijk (* 27. November 1980 in Groenlo) ist eine niederländische Radsporttrainerin und ehemalige Radrennfahrerin, die auf der Straße, Bahn und im Querfeldeinrennen aktiv war. Ihre Spezialdisziplin war das Einzelzeitfahren. Seit 2019 ist sie Nationaltrainerin der niederländischen Straßennationalmannschaft der Frauen.

## Sportliche Laufbahn
Zahlreiche Male stand Gunnewijk bei nationalen Meisterschaften auf dem Podium. 2006 wurde sie niederländische Meisterin und Studenten-Weltmeisterin im Einzelzeitfahren, 2010 errang sie den nationalen Titel im Straßenrennen. 2010 gewann sie zudem die Ronde van Drenthe. 2012 wurde Loes Gunnewijk Vize-Weltmeisterin im Mannschaftszeitfahren, im Jahr darauf belegte sie mit ihrem Team bei der WM Rang drei. Mitte 2015 beendete sie ihre Karriere.

## Berufliches
Seit 2016 ist Gunnewijk für den niederländischen Radsportverband Koninklijke Nederlandsche Wielren Unie (KNWU) als Talentscout für weibliche Fahrer sowie als Co-Trainerin der Paracyclisten tätig. Zum 1. Januar 2019 wurde sie zur Nationaltrainerin für die Straßenrennfahrerinnen ernannt, nachdem sie schon seit 2017 für die Junioren zuständig gewesen war. Dieser Posten wurde erstmals besetzt, nachdem zuvor ein Trainer für Männer und Frauen zuständig war.
Bei den Olympischen Spielen 2020 in Tokio geriet Gunnewijk in die Kritik, weil die niederländische Fahrerin Annemiek van Vleuten vermeintlich wegen schlechter Kommunikation mit der Trainerin nicht ausreichend über die Rennsituation informiert war und „nur“ die Silbermedaille gewann. Van Vleuten wusste nicht, dass die spätere Olympiasiegerin Anna Kiesenhofer noch vor ihr lag, weshalb sie nach dem Überfahren des Zielstrichs zunächst glaubte, das Rennen gewonnen zu haben.

## Erfolge
2003
- eine Etappe Giro d’Italia Femminile

2005
- eine Etappe Tour de l’Aude Cycliste Féminin

2006
- zwei Etappen Tour de l’Aude Cycliste Féminin
- Mannschaftszeitfahren Route de France Féminine
- eine Etappe Euregio Ladies Tour
- Niederländische Meisterin – Einzelzeitfahren

2007
- Mannschaftszeitfahren Emakumeen Bira

2008
- eine Etappe Tour de l’Aude Cycliste Féminin

2010
- Niederländische Meisterin – Einzelzeitfahren
- Ronde van Drenthe

2011
- eine Etappe Holland Ladies Tour

2012
- Weltmeisterschaft – Mannschaftszeitfahren
- Omloop Het Nieuwsblad

2013
- Weltmeisterschaft – Mannschaftszeitfahren

## Teams
- 2002–2004 Ondernemers van Nature
- 2005 Vrienden van het Platteland
- 2006–2009 Flexpoint
- 2010–2011 Nederland Bloeit
- 2012–2015 GreenEdge-AIS